# Álex Martínez
Alex Martínez (Palma de Majorque, 28 septembre 1991) est un acteur espagnol.

## Biographie
Álex Martínez est né le 28 septembre 1991 à Palma de Majorque. Enfant, il voulait devenir joueur de tennis ou aviateur commercial, mais à l'âge de 15 ans, il a fait ses débuts avec un petit rôle dans la série IB3 Laberint de passions (Le labyrinthe des passions).[réf. nécessaire]
Il entre ensuite à l'école municipale de théâtre de Majorque et, à l'âge de 18 ans, il s'installe à Madrid pour y étudier le métier d'acteur.[réf. nécessaire]
Il obtient son premier rôle permanent dans la série de Telecinco Tiempo de descuento (Délai d'actualisation), rebaptisée plus tard Fuera de juego (Hors jeu), mais la veille de Noël, il apprend que la chaîne a décidé d'annuler le projet sans le diffuser.
Après une brève collaboration au film El juego del ahorcado (Le jeu du pendu) et des apparitions épisodiques dans des séries telles que Doctor Mateo et La pecera de Eva (Le bocal d'Eva), sa première grande opportunité se présente lorsqu'il participe aux deux dernières saisons de Física o química (Physique ou Chimie).
Dans la série d'Antena 3, il a joué deux personnages, le premier étant un petit rôle, dans la quatrième saison, plus précisément dans le chapitre 9 ; jouant Samuel, un adolescent récidiviste et proxénète, qui tombe sur Paula (Angy Fernández) et l'autre personnage est Salva, un adolescent timide qui prétend être gay afin d'être proche de la fille dont il est amoureux, un personnage qui le rend populaire auprès du jeune public. Durant l'été 2011, avec une partie de l'équipe de FoQ, il enregistre Aula de castigo (Classe de punition), une mini-série d'horreur pour Internet qui mettra trois ans à voir le jour, et il rejoint le feuilleton Bandolera dans le rôle de Jairo Flores, un jeune rebelle qui finit par devenir caporal dans la Garde civile.
Après la fin de Bandolera, au début de l'année 2013, il a signé pour la deuxième saison d'Isabel. Dans la fiction historique primée de TVE, il incarne Boabdil, le dernier émir du royaume de Grenade, un rôle qui lui donne, selon ses propres termes, une plus grande maturité lorsqu'il s'agit de construire les personnages et qui lui a donné l'occasion d'enregistrer plusieurs scènes dans l'Alhambra, ce qu'il considère comme l'une des plus belles expériences qu'il ait vécues dans son travail.
Álex estime qu'un acteur ne doit jamais abandonner sa formation. En 2014, il a donc combiné ses études d'art dramatique au Studio Juan Codina avec le tournage du film Las ovejas no pierden el tren (Les moutons ne manquent pas le train) et de la série Amar es para siempre (L'amour est éternel).
En 2017, il tourne une scène du film Escape Room, mais celle-ci est finalement coupée du métrage final. La scène se trouve sur le DVD du film.

## Filmographie

### Télévision
| Année       | Titre (original)     | Titre (traduction)         | Rôle                            | Réalisation             | Chaîne    | Production           | Notes                    |
| ----------- | -------------------- | -------------------------- | ------------------------------- | ----------------------- | --------- | -------------------- | ------------------------ |
| 2020        | Pep                  | Pep                        | Miquel                          | Ferran Bex              | IB3       | Singular Audiovisual | Secondaire (8 épisodes)  |
| 2017        | Tiempos de guerra    | Temps de guerre            | Román                           | Manuel Gómez Pereira    | Antena 3  | Bambú Producciones   | Secondaire (4 épisodes)  |
| 2016        | Víctor Ros           | Víctor Ros                 | Aitor "Tormenta" Menta          | Daniel Calparsoro       | TVE 1     | New Atlantis         | Secondaire (1 épisode)   |
| 2016        | Bajo sospecha        | En cas de suspicion        | Rafael "Rafi" Martínez Abad     | Jorge Torregrossa       | Antena 3  | Bambú Producciones   | Secondaire (6 épisodes)  |
| 2015        | Aula de castigo      | Classe de punition         | Javier "Javi" Rodríguez         | Carlos Ruano            | Vimeo     | Zampanò Producciones | Principal (6 épisodes)   |
| 2014 - 2015 | Amar es para siempre | L'amour est éternel        | Francisco Américo Díaz Garcilán | Eduardo Casanova        | Antena 3  | Diagonal TV          | Principal (247 épisodes) |
| 2013        | Isabel               | Isabel                     | Boabdil jeune                   | Jordi Frades            | TVE 1     | Diagonal TV          | Principal (10 épisodes)  |
| 2011 - 2013 | Bandolera            | Bandolera                  | Jairo Flores                    | Joan Noguera            | Antena 3  | Diagonal TV          | Principal (328 épisodes) |
| 2010 - 2011 | Física o química     | Physique ou Chimie         | Salvador "Salva" Quintanilla    | Javier Quintas          | Antena 3  | Boomerang TV         | Principal (22 épisodes)  |
| 2010        | La pecera de Eva     | Le bocal d'Eva             | Ulises Bermejo                  | Rodrigo Sorogoyen       | La Siete  | Isla Producciones    | Secondaire (7 épisodes)  |
| 2009        | Doctor Mateo         | Docteur Mateo              | Germán Orozco                   | Álvaro Fernández Armero | Antena 3  | Notro Films          | Secondaire (1 épisode)   |
| 2009        | Yo soy Bea           | Je suis Bea                | Rubén                           | Jon Koldo Berlanga      | Telecinco | Grundy Producciones  | Secondaire (3 épisodes)  |
| 2006        | Laberint de passions | Le labyrinthe des passions | Nico                            | Pablo Guerrero          | IB3       | BocaBoca             | Secondaire (4 épisodes)  |

### Cinéma
| Année | Titre (original)              | Titre (traduction)                   | Rôle                | Réalisation             | Note       |
| ----- | ----------------------------- | ------------------------------------ | ------------------- | ----------------------- | ---------- |
| 2008  | El juego del ahorcado         | Le jeu du pendu                      | Garçon basketteur 1 | Manuel Gómez Pereira    | Casting    |
| 2015  | Las ovejas no pierden el tren | Les moutons ne manquent pas le train | Ricardo             | Álvaro Fernández Armero | Secondaire |
| 2019  | Escape Room                   | Salle d'évasion                      | Footballeur         | Adam Robitel            | Casting    |

### Théâtre
- 2009 : William. Rôle : Pedro, Romeo, Macbeth. Escuela Municipal de Teatro de Mallorca
- 2018 : Bosco. Rôle : Bosco. Sala Intemperie en Madrid

### Autres travaux
- 2013 :
  - Voix de Boabdil dans le documentaire interactif du site de RTVE La conquista de Granada (La conquête de Grenade)
  - Prologue du livre pour adolescents El manual (Le manuel)